# Ruach Planitia
Ruach Planitia – równina znajdująca się na Trytonie, naturalnym satelicie Neptuna. Obszar ten położony jest na 25°N i 25°E według współrzędnych Trytona. Nazwa równiny została nadana przez IUA w 1991 roku i pochodzi od Ruach, francuskiej wyspy wiatrów. Kilkaset kilometrów na północny zachód od tej formacji znajduje się inna równina nosząca nazwę Tuonela Planitia.